# Gongrocnemis munda
Gongrocnemis munda är en insektsart som beskrevs av Brunner von Wattenwyl 1895. Gongrocnemis munda ingår i släktet Gongrocnemis och familjen vårtbitare. Inga underarter finns listade i Catalogue of Life.